# Remigiusz Mielcarek
Remigiusz Mielcarek (ur. 28 kwietnia 1957 w Poznaniu, zm. 18 listopada 2012 w Puszczykowie) – polski botanik, badacz flory tropików, doktor nauk biologicznych, pisarz, podróżnik i poliglota. Profesor zwyczajny Międzynarodowej Akademii Nauk w Republice San Marino, wykładowca Międzynarodowego Studium Turystyki i Kultury w Bydgoszczy.

## Życiorys
Od października 2005 był również stałym wykładowcą, a od lipca 2008 rektorem i profesorem nadzwyczajnym Wyższej Szkoły Zawodowej „Kadry dla Europy” w Poznaniu. W lipcu 2009 zrezygnował z funkcji rektora. Od października 2009 r. wykładał między innymi przedmiot „turystyka na krańcach świata” na studiach magisterskich w Wielkopolskiej Wyższej Szkole Turystyki i Zarządzania w Poznaniu. Od maja 2010 r. redagował zeszyty naukowe Studia Periegetica.
Remigiusz Mielcarek jest autorem 153 publikacji, z czego 52 zostały wydane poza granicami polski w językach: francuskim, angielskim, hiszpańskim, łacinie i esperanto. Opisał 18 dotąd nieznanych nauce gatunków roślin kwiatowych i jeden nowy rodzaj systematyczny (Bampsia, wraz z prof. S. Lisowskim) z terenów Afryki Środkowej. Na jego cześć nowo odkryty tropikalny gatunek roztocza glebowego (pajęczaki) nazwano Hoplophthiracarus mielcareki.

## Publikacje
Wydane przez Wydawnictwo Sorus w Poznaniu (wiadomości zawarte w tych wydawnictwach zostały zebrane na miejscu podczas licznych podróży, zawierają wyłącznie własne doświadczenia).
- Indonezja we mgle (reportaż). Poznań 1994 (wyd. II 2001), s. 184.
- Singapur (przewodnik, wspólnie z K. Gosławskim). Poznań 1996 (wyd. II 2000), s. 92.
- Jerozolima (przewodnik). Poznań 1997 (wyd. II 2000), s. 112.
- Bangkok (przewodnik). Poznań 1997 (wyd. II 2001), s. 104.
- Poradnik obieżyświata. Poznań 1998 (wyd. II 1999, wyd. III 2000, wyd. IV 2001), s. 116.
- Szlaki dla obieżyświatów. Poznań 1998 (wyd. II 1999, wyd. III 2001), s. 296.
- Dżakarta (przewodnik). Poznań 1998, s. 92.
- Szlaki dla obieżyświatów II. Poznań 1999 (wyd. II 2001), s. 380.
- Listy afrykańskie (reportaże). Poznań 2000, s. 88.
- Kair (przewodnik). Poznań 2000, s. 104.
- Kapsztad (przewodnik). Poznań 2000, s. 80.
- San Marino (przewodnik). Poznań 2001, s. 83.
- Watykan (przewodnik). Poznań 2002, s. 139.
- Szlaki dla obieżyświatów III. Poznań 2002, s. 204.
- Szlaki dla obieżyświatów IV. Poznań 2002, s. 236.
- Mikrokraje Europy. Poznań 2005 (wyd. II 2006), s. 146.
- Sztuka taniego podróżowania. Poznań 2006, s. 198.
- Monako (przewodnik). Poznań 2010, s. 74.

## Najważniejsze wyprawy
Do 2005 odwiedził 244 kraje świata (państwa suwerenne bądź terytoria zależne)[niewiarygodne źródło?].
- 1972 – Mongolia i Syberia, 30 dni
- 1977 – Afryka Zachodnia (Sahara Zachodnia, Mauretania, Senegal, Gambia, Sierra Leone, Liberia, Ghana), 101 dni
- 1980 – Dania, Szwecja, Norwegia i Finlandia, 67 dni rowerem
- 1981 – Kuba i Nikaragua, 296 dni
- 1982/1983 – Indie, 50 dni
- 1983 – Wietnam, 28 dni
- 1985 – Jukon i Alaska, 60 dni
- 1985/1986 – Kostaryka, Panama i USA, 70 dni
- 1986 – Ontario i Quebec, 21 dni; Floryda (Everglades), 18 dni
- 1987 – Hawaje, 30 dni; Nowa Fundlandia, 14 dni; Zatoka Jamesa (Kanada), 16 dni; Floryda (Everglades), 16 dni
- 1988 – Zatoka Jamesa, 18 dni; Nowa Fundlandia, 16 dni; Zatoka Hudsona (Północna Manitoba), 14 dni
- 1988/1989 – Ameryka Północna i Środkowa, 118 dni
- 1989 – Europa Zachodnia, 62 dni; Kanada (od Montrealu po Vancouver), 26 dni; Dominikana, 14 dni
- 1990 – Kebek i Ontario, 14 dni; Dookoła Pacyfiku, 198 dni
- 1990/1991- Dookoła świata, 353 dni
- 1991/1992 – Od Borneo do Cypru, 122 dni
- 1992/1993 – Ameryka Południowa i wyspy Morza Karaibskiego, 148 dni
- 1993/1994 – Dookoła Świata, 345 dni
- 1995 – Azja Południowo-Wschodnia, 120 dni
- 1995/1996 – Afryka i Bliski Wschód, 335 dni
- 1997 – Azja Południowo-Wschodnia, 211 dni
- 1998 – Od Chile po Grenlandię, 242 dni
- 1999 – Afryka Wschodnia, Madagaskar, Komory, Reunion, Mauritius i Seszele, 93 dni; Dookoła Świata, 184 dni
- 2000 – Subkontynent Indyjski, 111 dni; Azory, Madera, Maroko i Tunezja, 60 dni
- 2001 - Norwegia i Spitsbergen, 32 dni; Ameryka Południowa z Wyspami Galapagos i Amazonią oraz Antyle Holenderskie, 89 dni; Azja Południowo-Wschodnia, Oman i Zjednoczone Emiraty Arabskie, 103 dni
- 2001/2002 – Indonezja, Australia, Papua-Nowa Gwinea i Timor Wschodni, 165 dni
- 2003 – Ameryka Południowa, Falklandy i Antarktyda, 98 dni; Iran, Azerbejdżan, Nagorno Karabah, Gruzja, Armenia, Południowa Osetia, 63 dni
- 2004 – Ameryka Południowa (od Ziemi Ognistej do Rio de Janeiro), 90 dni; Indonezja Malezja, Tajlandia, 49 dni
- 2005 – Afryka Zachodnia, 69 dni; Borneo, 30 dni; Libia i Tunezja, 16 dni; Portugalia, Hiszpania, Gibraltar i Maroko, 30 dni; Tajlandia, Laos, Kambodża, Hongkong, 49 dni
- 2006 – Ameryka Południowa (Peru, Boliwia, Chile, Argentyna, Urugwaj, Brazylia i Paragwaj), 70 dni; Chorwacja, Bośnia i Hercegowina, Czarnogóra i Albania, 16 dni; Rosja: Bajkał i Buriacja, 27 dni; USA i Kanada, 50 dni
- 2007 – Etiopia, Dżibuti, Somaliland, Jemen i Kuwejt, 55 dni; Borneo i Sumatra, Tuvalu, Wallis i Futuna, Australia, 78 dni
- 2008 – Indie i Andamany, 43 dni; Kazachstan, Kirgistan, Tadzykistan i Uzbekistan, 42 dni; Półwysep Arabski w tym Arabia Saudyjska, Katar i Bahrajn, 17 dni
- 2009 – indonezyjska Papua, Sulawesi i Filipiny, 81 dni; Kamczatka, Chiny, Korea Północna, 60 dni
- 2010 – Mauritius i Rodrigues, 15 dni; Uganda, Ruanda, Burundi i Dem. Rep. Kongo, 32 dni; Cypr Północny, 8 (pierwsza) i 9 dni (druga wyprawa)RPA, Wyspa św. Heleny i Wyspa Wniebowstąpienia, 30 dni; Iran 14 dni
- 2011 – Izrael i Egipt 15 dni, Irak i Turcja 15 dni, Abchazja 15 dni, Wyspa św. Tomasza i Gabon 33 dni, Kamerun 18 dni, Wyspa Robinsona Crusoe, Wyspa Wielkanocna, Pitcairn, Raivavae i Tahiti 32 dni